# John Levi Sheppard

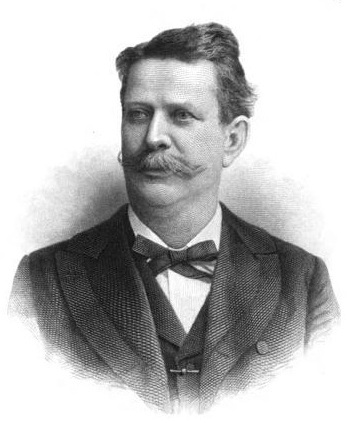
John Levi Sheppard

John Levi Sheppard (* 13. April 1852 in Bluffton, Chambers County, Alabama; † 11. Oktober 1902 in Texarkana, Texas) war ein US-amerikanischer Politiker. Zwischen 1899 und 1902 vertrat er den Bundesstaat Texas im US-Repräsentantenhaus.

## Werdegang
Noch in seiner Jugend zog John Sheppard mit seiner Mutter in das Morris County in Texas, wo er die öffentlichen Schulen besuchte. Nach einem Jurastudium und seiner Zulassung als Rechtsanwalt begann er 1879 in Daingerfield in diesem Beruf zu arbeiten. Zwischen 1882 und 1888 war er Staatsanwalt im fünften Gerichtsbezirk von Texas. Anschließend fungierte er von 1888 bis 1896 im selben Bezirk als Richter. Politisch war Sheppard Mitglied der Demokratischen Partei. Im Juli 1896 nahm er als Delegierter an der Democratic National Convention in Chicago teil, auf der William Jennings Bryan erstmals als Präsidentschaftskandidat nominiert wurde. 1892 war er zeitweise Präsident des regionalen Parteitages der Demokraten in Texas; im Jahr darauf war er Delegierter zur Bimetallic Convention in Chicago.
Bei den Kongresswahlen des Jahres 1898 wurde Sheppard im vierten Wahlbezirk von Texas in das US-Repräsentantenhaus in Washington, D.C. gewählt, wo er am 4. März 1899 die Nachfolge des am Vortag verstorbenen John W. Cranford antrat. Nach einer Wiederwahl konnte er bis zu seinem Tod am 11. Oktober 1902 im Kongress verbleiben. Sein Sohn Morris (1875–1941) trat seine Nachfolge an und wurde später US-Senator. Sein Urenkel ist der 1940 geborene Kongressabgeordnete und US-Senator Connie Mack aus Florida.